# 니콜라 투르니에
니콜라 투르니에(프랑스어: Nicolas Tournier, 1590년 7월 12일 세례~1639년 1월) 프랑스의 바로크 화가이다.
투르니에는 몽벨리아르에서 태어났으며 브장송 출신의 개신교 화가인 아버지 앙드레 투르니에의 직업을 이어받았다. 투르니에는 1619년부터 1626년까지 로마에서 활동했으며, 로마에서 활동하기 전의 삶에 대해서는 알려진 바가 거의 없다. 그는 로마에서 활동하면서 카라바조의 작품에 영향을 받았다. 한 초기 자료에 따르면 투르니에는 화가 발렌틴 드 불로뉴의 제자였던 것으로 알려졌다. 투르니에의 로마 회화는 바르톨로메오 만프레디의 작품과 스타일적으로 유사하다. 그는 세속적인 주제와 종교적인 주제를 모두 그렸다. 대표적인 종교화로는 《성 빈센트 드 폴의 십자가형》(파리, 루브르 박물관 소장)이 있다. 1626년 이후 투르니에는 프랑스 남부에서 활동했으며 1639년 1월 툴루즈에서 사망했다.

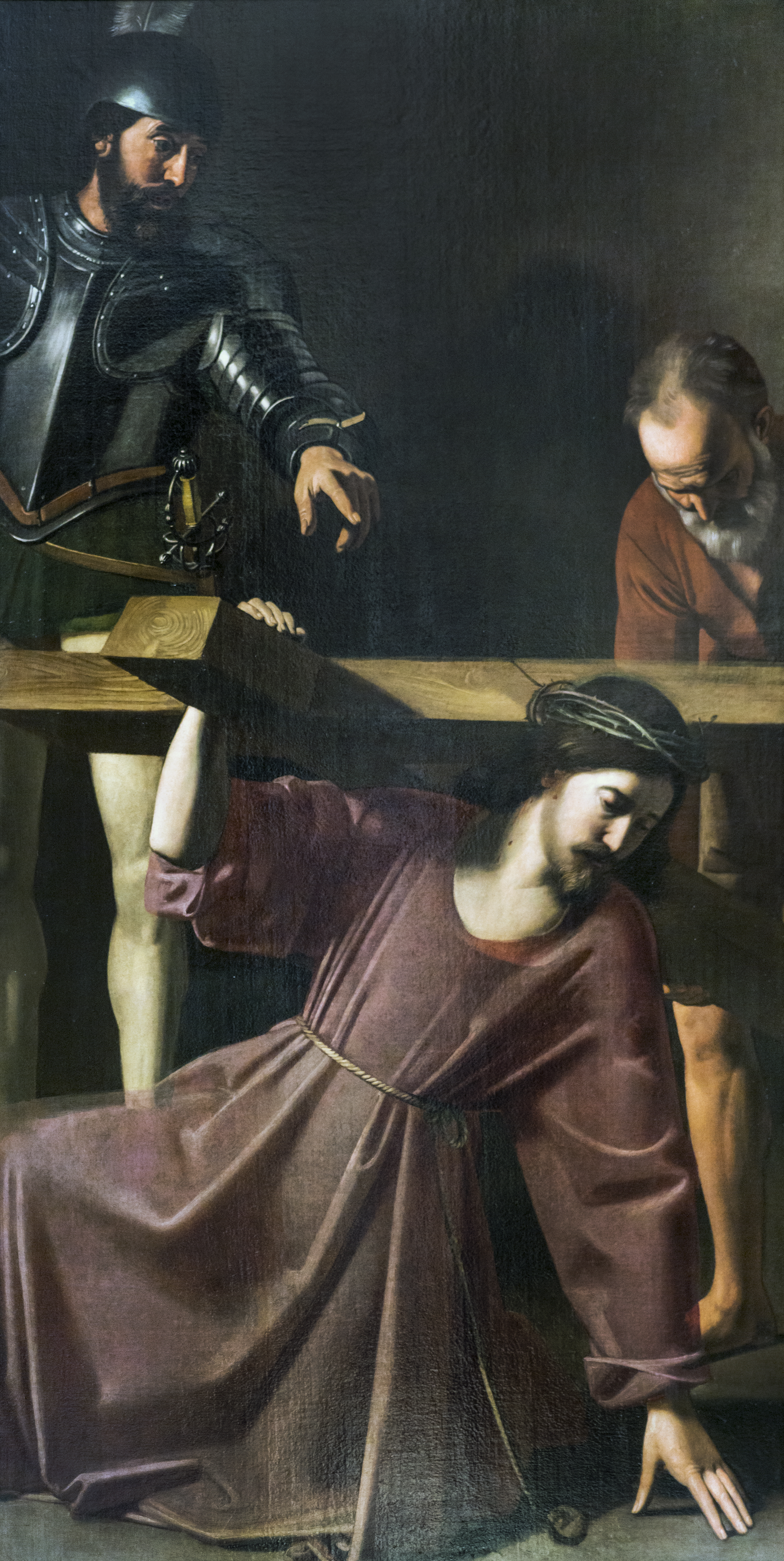
《십자가를 짊어짐》, 1635년~1638년, 오귀스탱 박물관

투르니에가 1632년경에 그린 작품 《십자가를 짊어짐》은 원래 툴루즈의 한 예배당(Chapel of the Company of the Black Penitents)에 걸려 있었다. 그러나 프랑스 혁명 당시 국가에 의해 몰수되어 박물관으로 옮겨졌는데, 1818년에 도난당했다. 거의 2세기 동안 사라졌다가 2009년 이탈리아 피렌체에서 열린 미술 수집가의 유산 판매 현장에서 다시 모습을 드러냈다. 2011년 런던의 바이스 갤러리(Weiss Gallery)가 파리 경매에서 이 그림을 구매했을 때 프랑스 정부는 이를 도난품으로 분류하고 국외로 반출하는 것을 금지했다. 현재 이 작품은 오귀스탱 박물관에 소장되어 있다.

## 작품

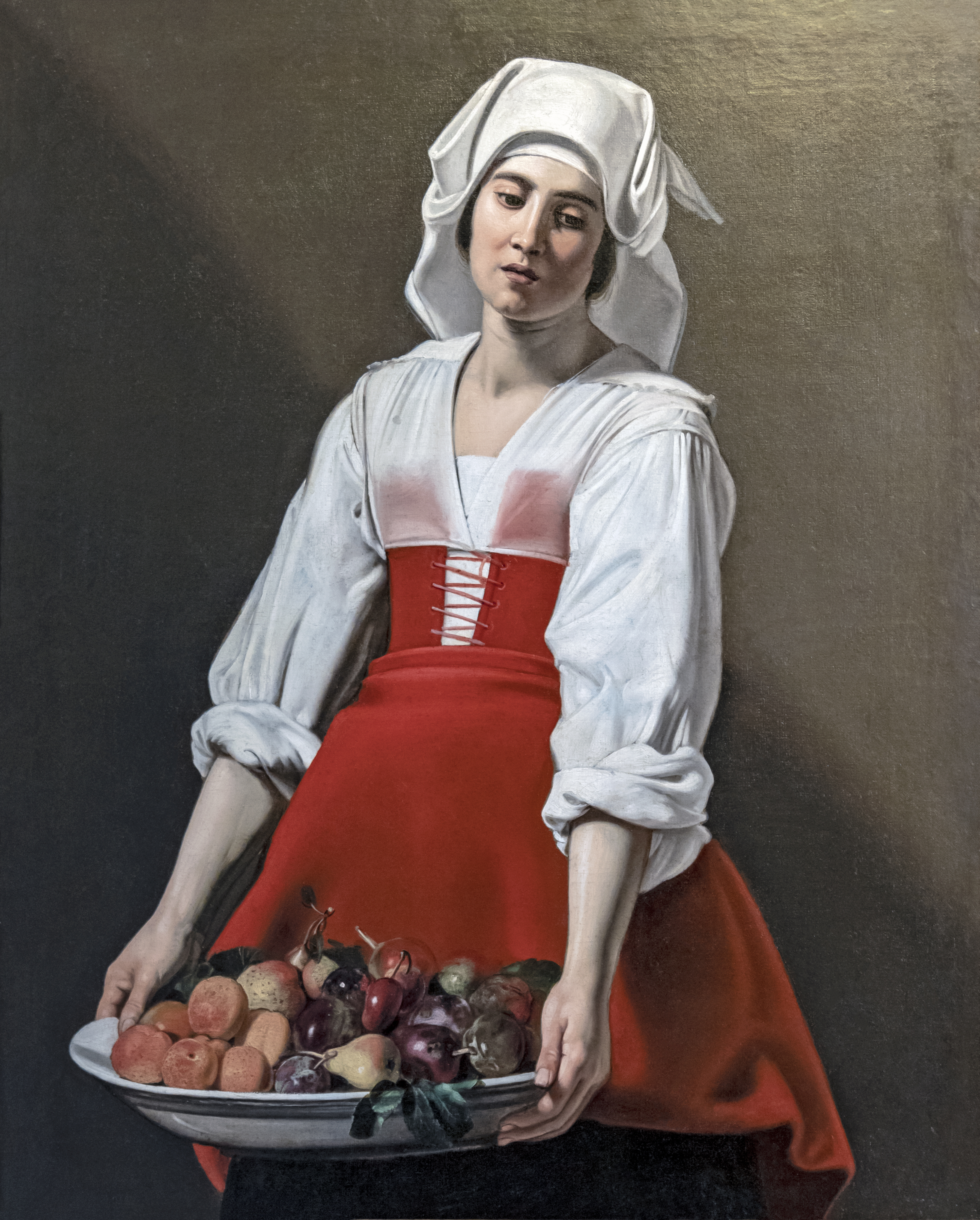
《과일 그릇을 든 여자 소작농》, 1630년경
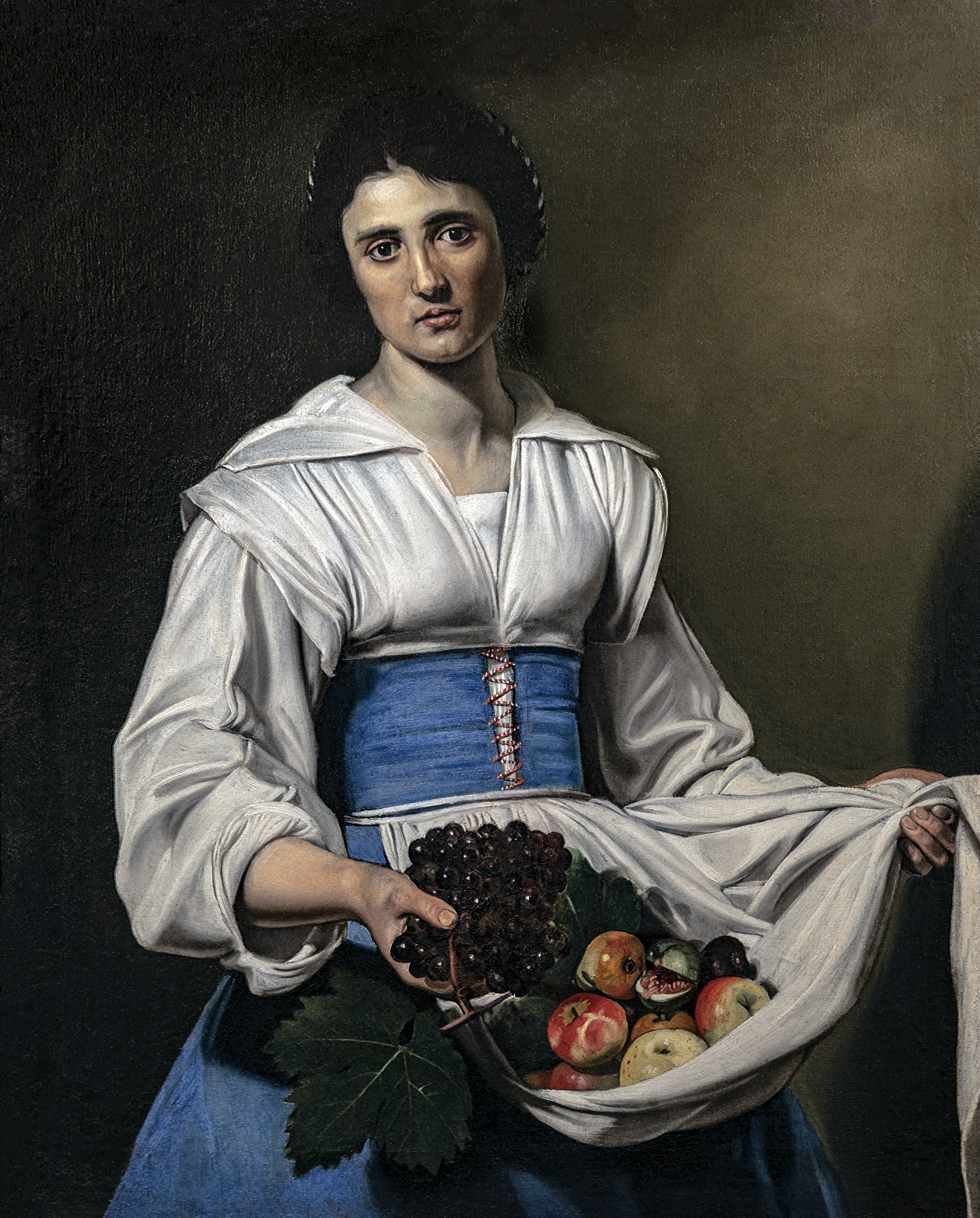
《과일을 옮기는 소작농》, 1630년경
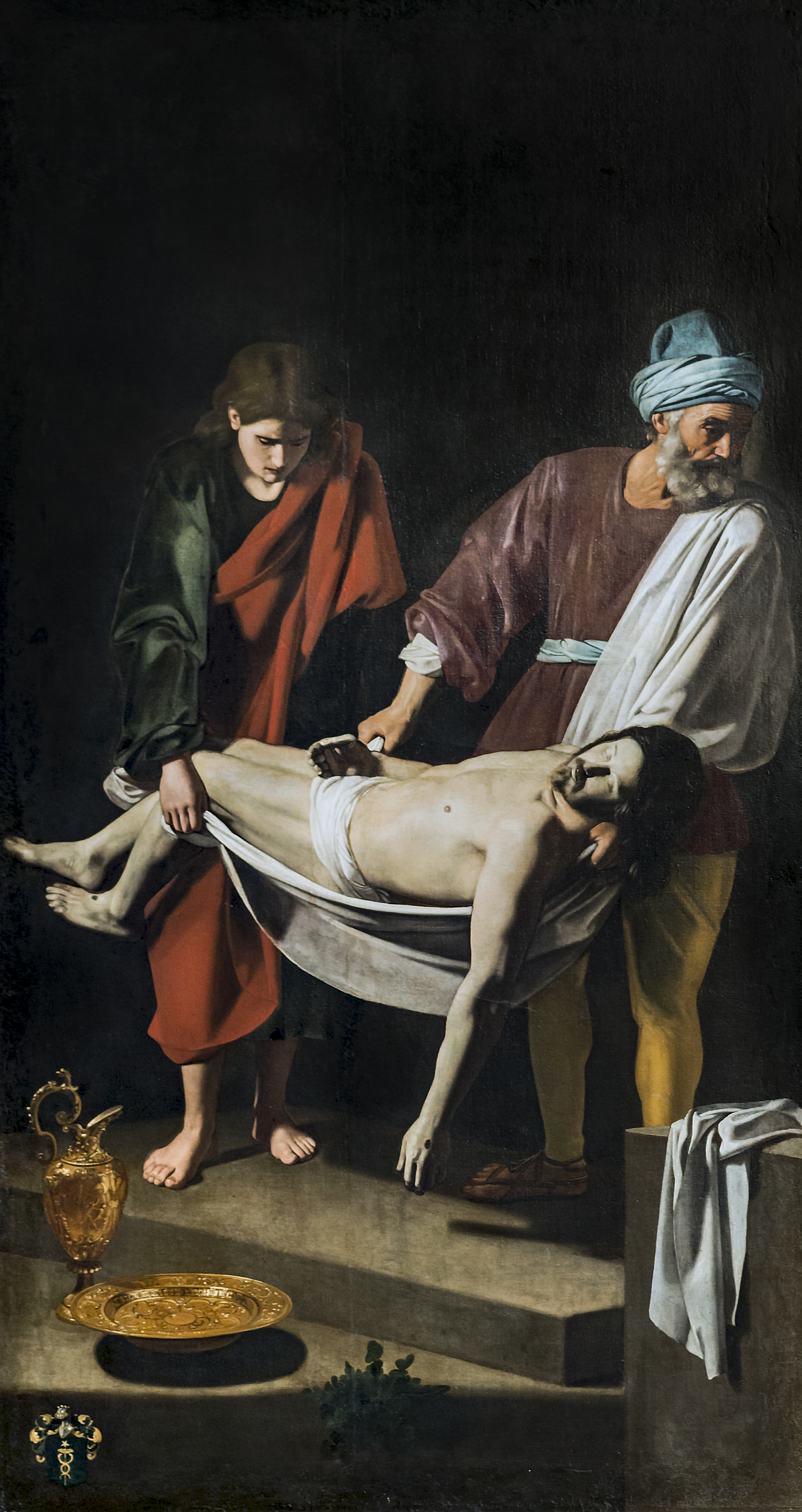
《무덤으로 옮겨지는 그리스도》, 1632년경, 오귀스탱 박물관
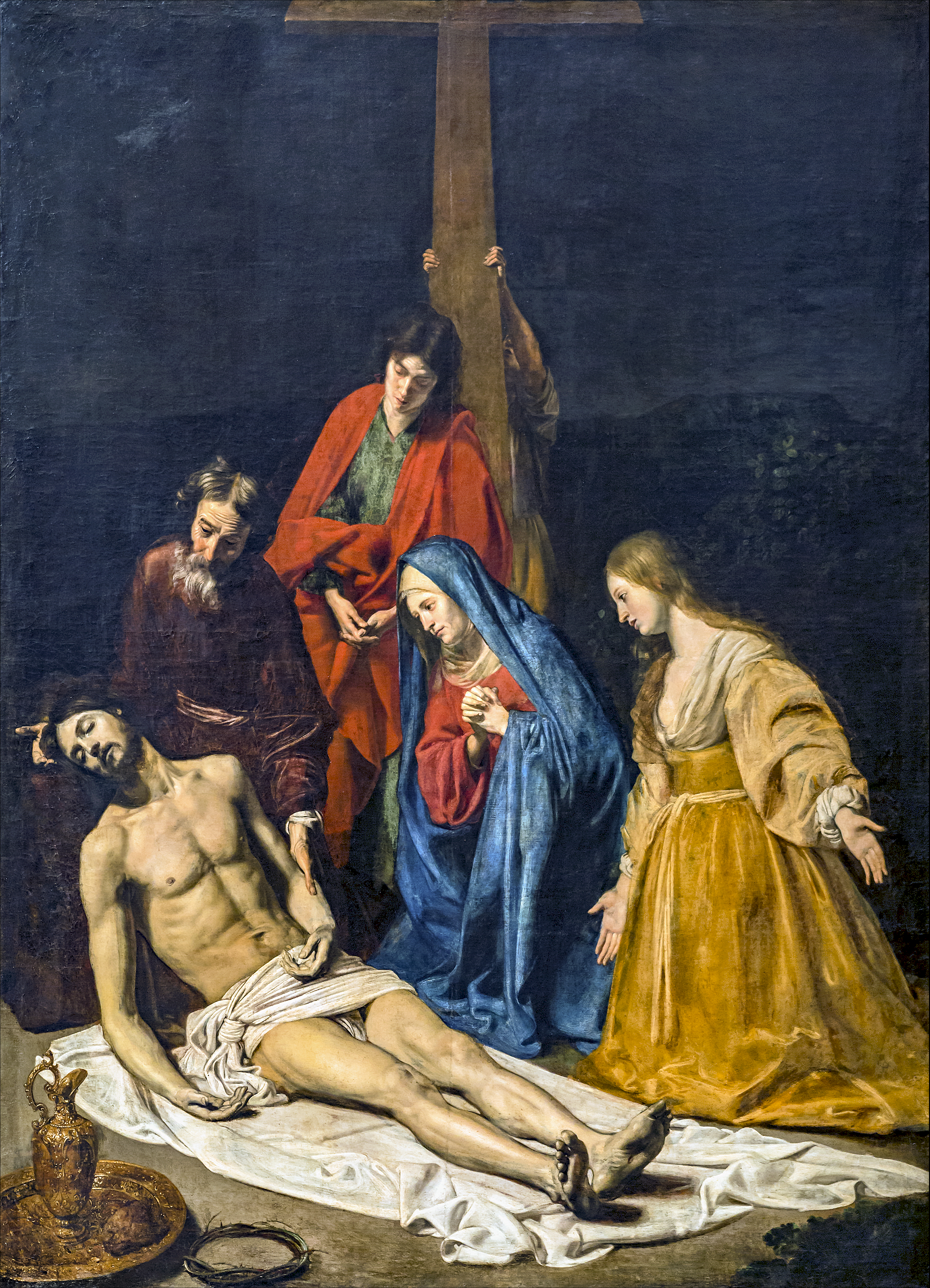
《십자가에서의 강림》, 1632년~1635년, 오귀스탱 박물관
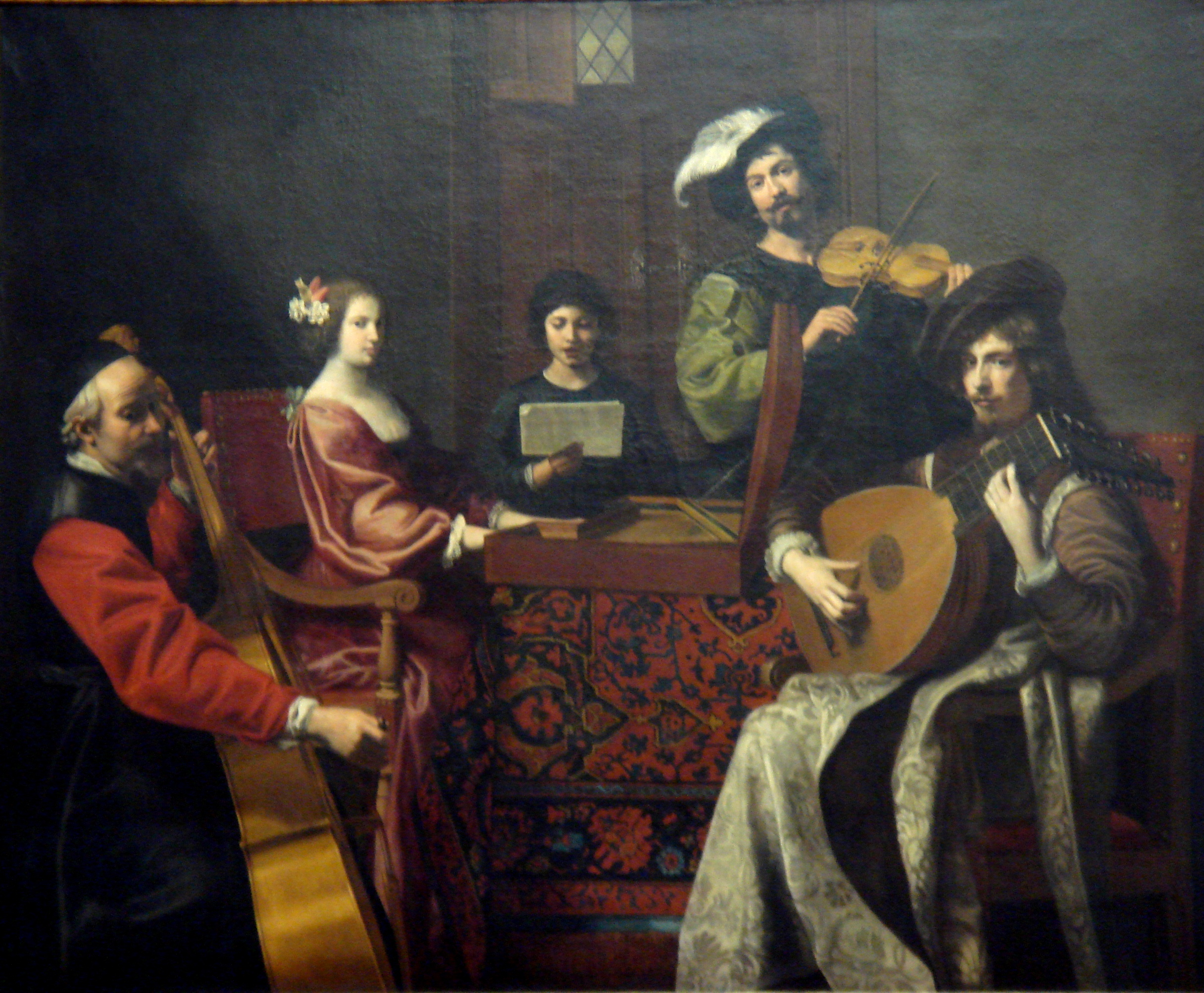
《르 콘서트》(Le Concert), 1630년~1635년, 루브르 박물관
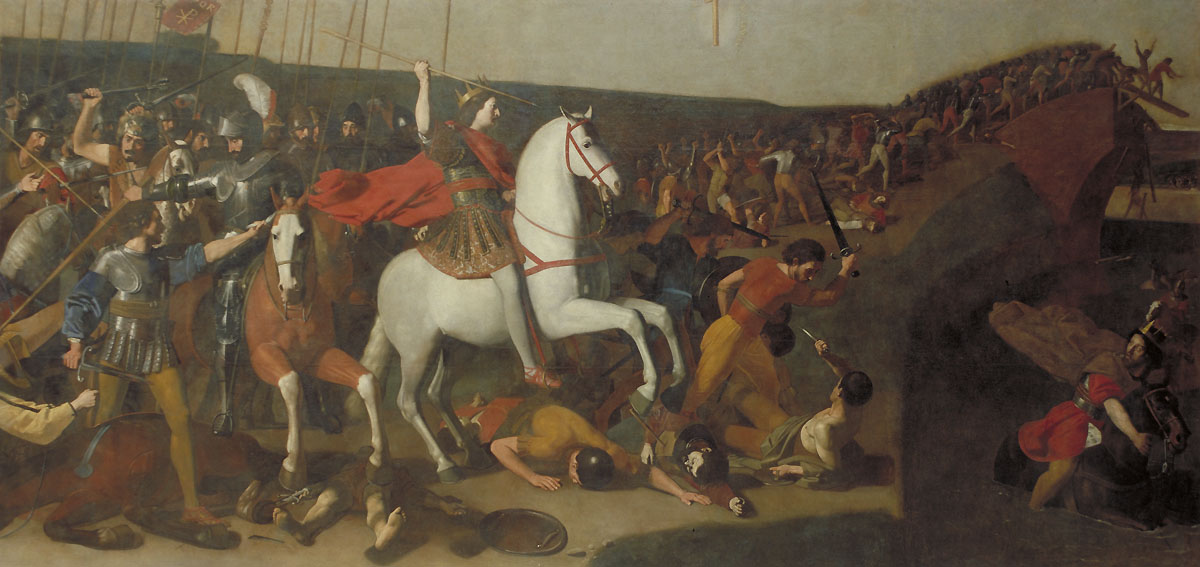
《밀비우스 다리 전투》, 오귀스탱 박물관
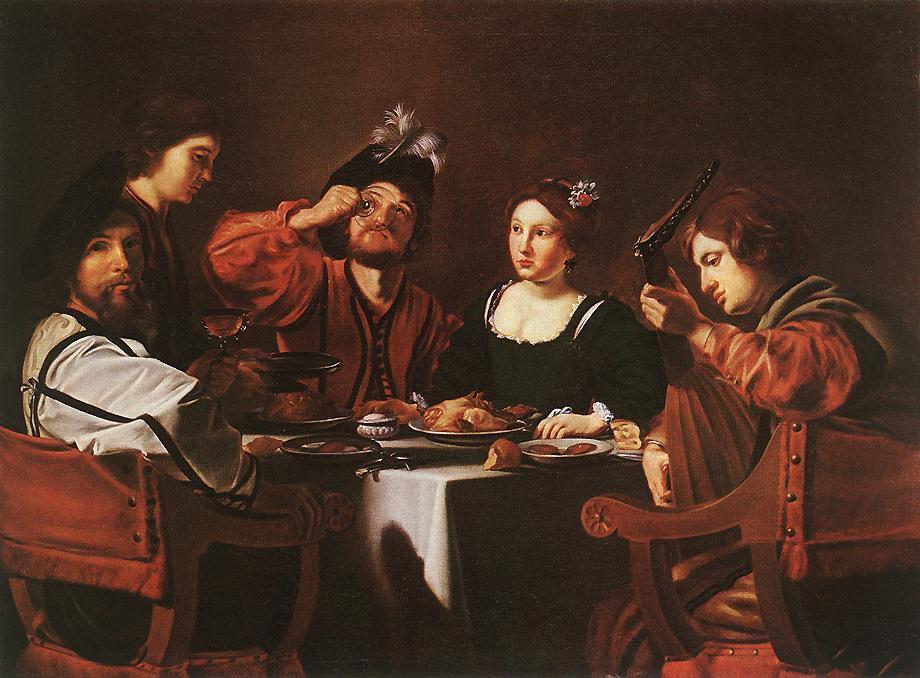
《메리 컴퍼니》, 부다페스트 미술관
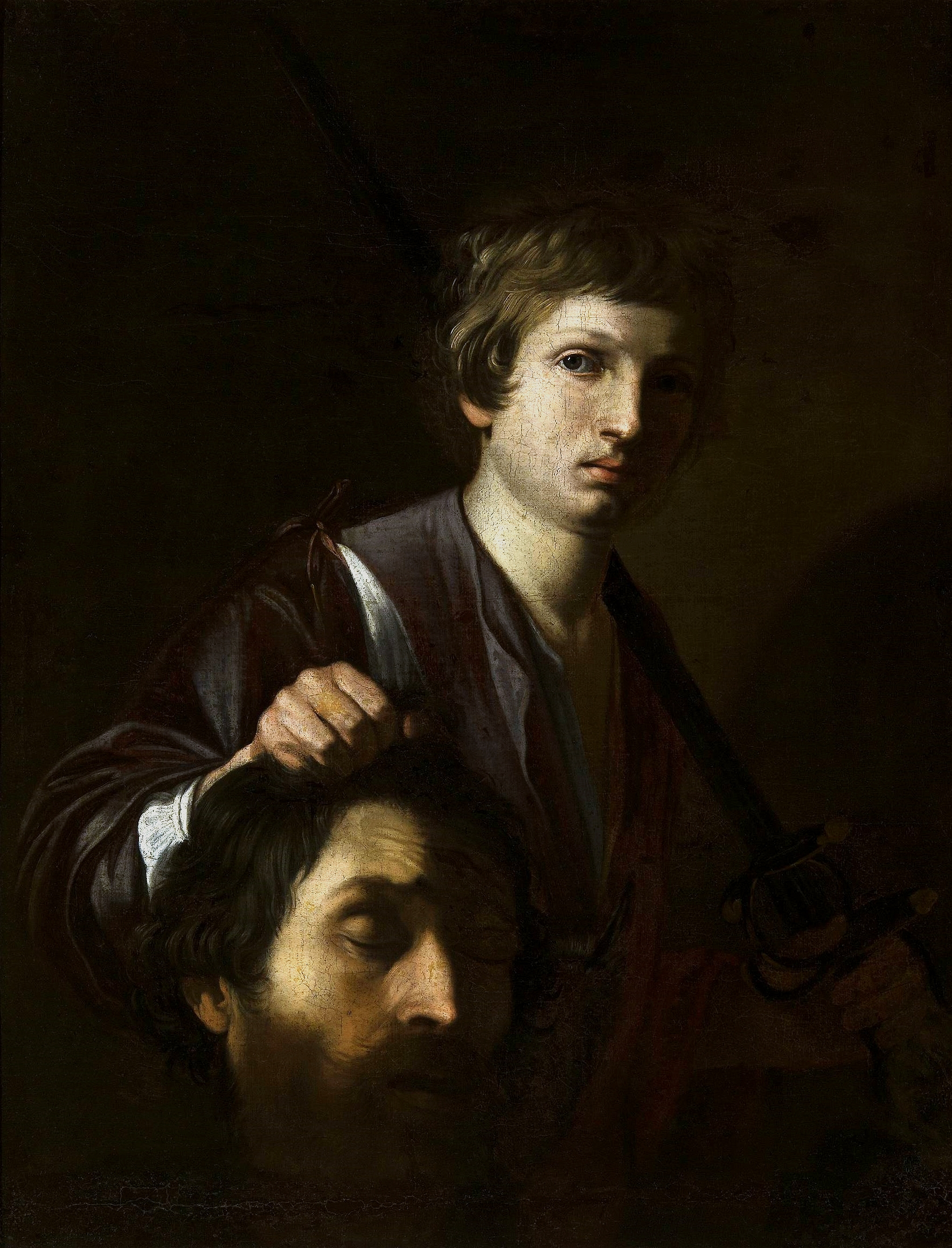
《골리앗의 머리를 든 다윗》, 바르샤바 국립미술관